# Rouy-le-Petit
Rouy-le-Petit è un comune francese di 129 abitanti situato nel dipartimento della Somme nella regione dell'Alta Francia.

## Società

### Evoluzione demografica
Abitanti censiti